# Vårspergel
Vårspergel eller Vår-spergel (Spergula morisonii), på engelsk kendt som Morisons spurry  er en art af blomstrende planter, der tilhører Nellike-familien. Den er hjemmehørende i Europa og det nordvestlige Afrika. 

## I Danmark
Vårspergel menes at være i fremgang, men regnes som en truet art på den danske rødliste.